# Sân bay Sóc Trăng
Sân bay Sóc Trăng là căn cứ quân sự cũ có từ thời Pháp thuộc tọa lạc tại tỉnh Sóc Trăng, miền Nam Việt Nam. Căn cứ này từng do nhiều lực lượng khác nhau đóng quân bao gồm Lục quân Đế quốc Nhật Bản, Thủy quân lục chiến Mỹ, Lục quân Mỹ và Quân lực Việt Nam Cộng hòa (QLVNCH) cùng Không lực Việt Nam Cộng hòa (KQVNCH). 

## Lịch sử

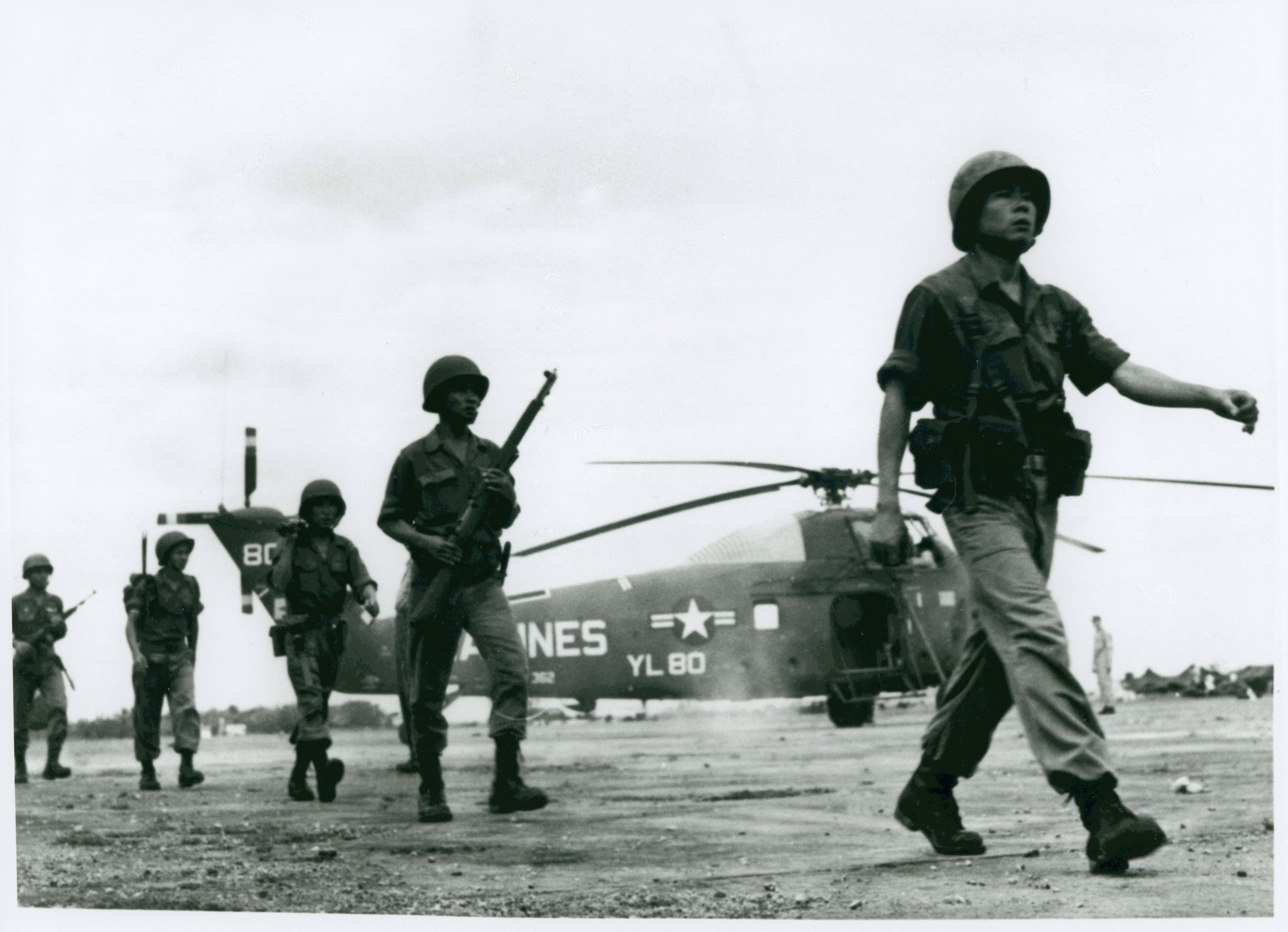
Quân nhân Việt Nam Cộng hòa với trực thăng HMM-362 UH-34.

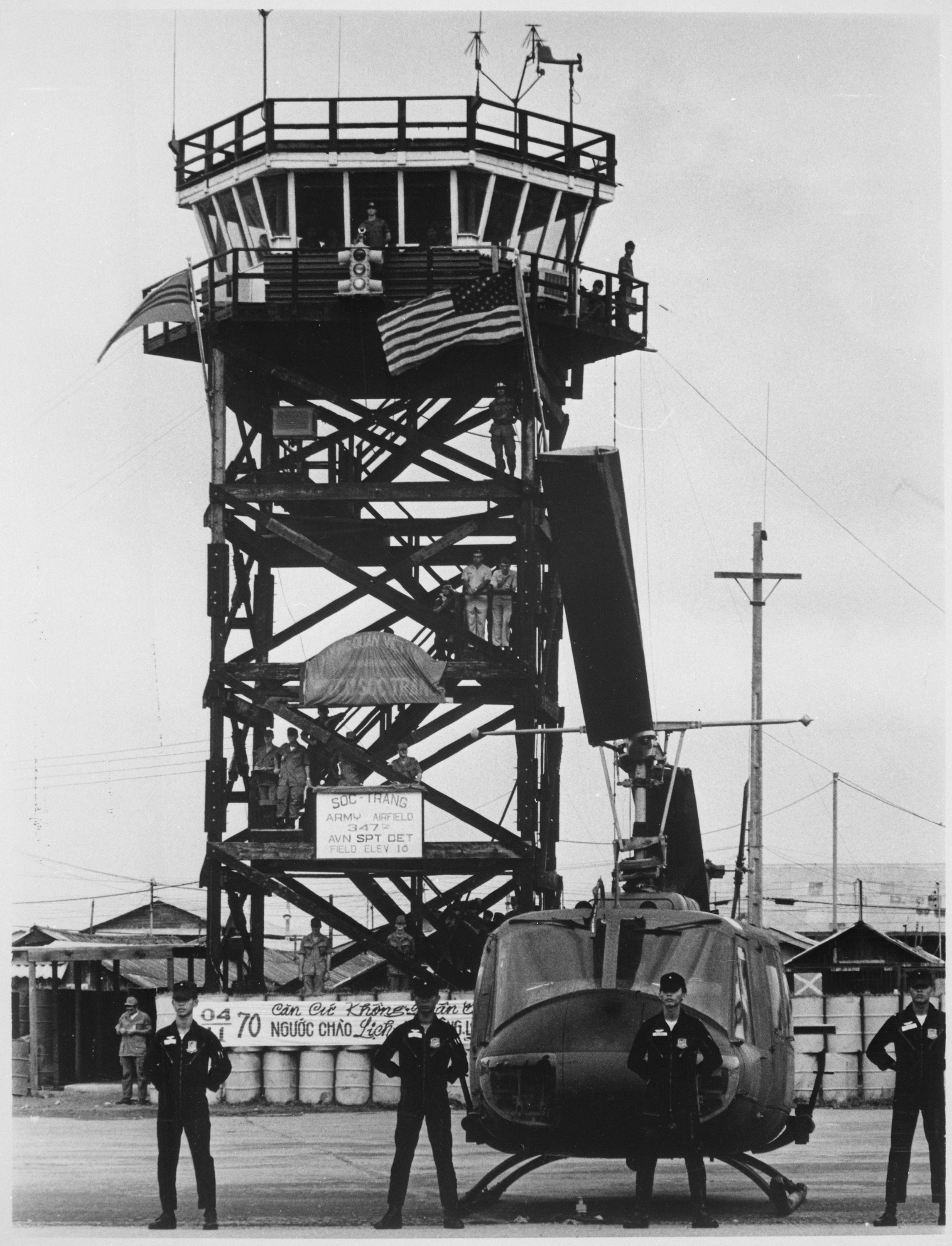
Lễ chuyển giao giữa Mỹ và Việt Nam Cộng hòa ngày 4 tháng 11 năm 1970.

Sân bay này ban đầu được thành lập vào thời Pháp thuộc, sau đó được quân đội Nhật sử dụng từ năm 1940 đến năm 1945.
HMM-362 với những chiếc Sikorsky UH-34 mang mật danh Chiến dịch Shufly là đơn vị trực thăng đầu tiên của Thủy quân lục chiến Mỹ phục vụ tại Việt Nam, đến nơi vào ngày 15 tháng 4 năm 1962.  Sóc Trăng được chọn để triển khai vì nơi đây là một trong số ít các đường băng có mặt đường cứng ở miền Nam Việt Nam. Nhiệm vụ của HMM-362 là vận chuyển và tiếp tế cho các đơn vị Quân lực Việt Nam Cộng hòa (QLVNCH) trên khắp đồng bằng sông Cửu Long.:56–67 Vào ngày 1 tháng 8 cùng năm, HMM-163 thay thế HMM-362. Đầu tháng 9, HMM-163 bắt đầu di chuyển về phía Bắc đến căn cứ không quân Đà Nẵng, hoàn thành việc tái triển khai vào ngày 20 tháng 9.:73–4
Các đơn vị khác đóng quân tại Sóc Trăng bao gồm:
- Đại đội Vận tải 93 từ tháng 6 năm 1962[3]:16 đến ngày 23 tháng 6 năm 1963.[4]:64
- Đại đội Không quân 121 (Khinh vận) từ ngày 23 tháng 6 năm 1963. Đại đội Không quân 121 được thành lập dựa trên nhân sự và trang thiết bị của Đại đội Vận tải 93, đơn vị này đồng thời bị giải thể.[4]:64
- Đại đội Trực thăng Tấn công 336
- Đội A, Phân đội Y tế 57 (Trực thăng Cứu thương) (Tạm thời) với loại trực thăng Bell UH-1B Huey từ tháng 3 năm 1964.[5]:32
- Phân đội Y tế 82 (Trực thăng Cứu thương) từ tháng 10 năm 1964[5]:39 đến ngày 15 tháng 3 năm 1969.[6]:B-1

Ngày 4 tháng 11 năm 1970, quyền kiểm soát Sóc Trăng được bàn giao cho Không lực Việt Nam Cộng hòa.

## Tai nạn và sự cố
- Ngày 19 tháng 5 năm 1967, hai chiếc UH-1D Iroquois (số hiệu 64-13521 và số hiệu 66-01154) thuộc Phi đoàn Không vận Chiến thuật 336 đã va chạm khi đang tiếp cận Sóc Trăng khiến cả hai trực thăng đều rơi, làm làm thiệt mạng toàn bộ 4 phi hành đoàn trên một chiếc và 1 phi hành đoàn trên chiếc còn lại.[8]
- Ngày 12 tháng 8 năm 1972, chiếc Lockheed C-130E Hercules số hiệu 62-1853 thuộc Phi đội Không vận Chiến thuật 776 bị bắn hạ khi cất cánh từ Sóc Trăng, khiến 30 trong số 44 hành khách và phi hành đoàn trên máy bay thiệt mạng.[9]

## Hiện tại
Sân bay này hiện nay vẫn có thể nhìn thấy trên hình ảnh vệ tinh.